# سد لیجیاکسیا
سد لیجیاکسیا (به لاتین: Lijiaxia Dam) یک سد و نیروگاه برقابی در چین است که در Hualong Hui Autonomous County واقع شده‌است.